# John Dutton
Pour les articles homonymes, voir John Dutton (2e baron Sherborne) et Dutton.
(en) Statistiques sur pro-football-reference
John Owen Dutton (né le 6 février 1951 à Rapid City) est un joueur américain de football américain.

## Enfance
Dutton étudie à la Central High School de Rapid City, étant diplômé en 1969. Lors de sa dernière année, il fait partie de l'équipe du lycée remportant le titre de champion du Dakota du Sud Class A de basket-ball. Il joue aussi au football américain.

## Carrière

### Université
Il entre à l'université du Nebraska, jouant au basket et au football. En 1971, il remporte le championnat national de football américain. En 1973, l'entraineur de l'équipe Bob Devaney est remplacé par Tom Osbourne. Cette saison, il est nommé dans l'équipe des All-America de la conference Big 8.

### Professionnel
John Dutton est sélectionné au premier tour du draft de la NFL de 1974 par les Colts de Baltimore au cinquième choix. Dès son arrivée, Dutton est mis au poste de defensive end mais se contente d'un poste de remplaçant. En 1975, il devient titulaire et est sélectionné au Pro Bowl notamment grâce à ses dix-sept sacks. Il sera sélectionné lors des deux saisons suivantes au Pro Bowl et dans l'équipe de la saison en 1976. Après une bonne saison 1978, Dutton et Baltimore ne trouve pas d'accord pour une prolongation de contrat. Les Cowboys de Dallas recrute Dutton en échange de ses deux premiers choix au Draft de 1980 pour renforcer une défense des Cowboys désorganisé à cause du départ à la retraite de Jethro Pugh et Ed Jones qui quitte l'équipe pour devenir boxeur.
La première saison de Dutton au Texas le voit changer de côté, avant que Jones revienne chez les Cowboys, causant la mise sur le banc de John. En 1981, Dutton revient dans l'équipe type, devenant defensive tackle et remporte le titre de champion de la National Football Conference trois années de suite de 1980 à 1982. Il conserve sa place de titulaire pendant six saisons avant de n'apparaitre que rarement lors des matchs lors de la saison 1987. Il se retire après cette saison.
Dutton aura joué quatorze saisons en NFL, 185 matchs dont 122 comme titulaire, dix-huit sacks reconnu par la NFL (statistiques non connu avant 1982), une interception (en 1980, qu'il retourne en touchdown) et dix fumbles récupérés. Il provoque aussi deux safety.

## Palmarès
- Pro Bowl 1975, 1976 et 1977
- Équipe de la saison 1975 pour la conference NFC en 1975 selon l' Associated Press, Sporting News et l'UPI
- Seconde équipe de la saison 1975 selon l'Associated Press et le Pro Football Writers
- Équipe de la saison 1976 selon l'Associated Press
- Seconde équipe de la saison 1976 selon le Pro Football Writers
- Équipe de la saison 1976 pour la conference NFC selon l'Associated Press, le Pro Football Weekly, Sporting News et l'UPI.